# Bounce TV
Bounce TV est une chaîne de télévision américaine détenue par Bounce Media, LLC créée le 26 septembre 2011 et distribuée sur le sous-canal numérique de nombreuses stations à travers le pays. Elle diffuse une programmation s'adressant principalement aux Afro-Américains de 25 à 54 ans.

## Programmation
La chaîne diffuse des films et séries télévisées, en plus de contenu original ainsi que des matchs de football et basketball.

### Séries originales
- Family Time (en) (sitcom, depuis le 18 juin 2012)[1]
- My Crazy Roommate (sitcom, 2013)[2]
- One Love (sitcom, 2014)[3]
- Mann & Wife (en) (sitcom, 2015–2017)[4]
- In the Cut (en) (sitcom, depuis le 25 août 2015)[5]
- Saints & Sinners (dramatique, depuis le 6 mars 2016)[6]
- Last Call (sitcom, depuis le 7 janvier 2019)[7]

### Émissions originales
- Off the Chain (standup comic, 2012–en cours)
- Bounce Beats (musical, 2012–en cours)
- BRKDWN (pop culture, automne 2013)
- Bounce Beats (musical, automne 2013)
- Step Wars (téléréalité de compétition, hiver 2014)
- The Keepsake (téléréalité de compétition, printemps 2014)

## Affiliés
En novembre 2011, Bounce Media a conclu une entente avec Fox Television Stations Group afin de distribuer la chaîne en sous-canal numérique sur la plupart des stations du réseau MyNetworkTV, rejoignant au-delà de 50 % du territoire américain. Cette entente a pris fin en 2015. La chaîne se retrouve donc en sous-canal numérique du réseau Univision. Elle est distribuée dans plus de 70 marchés.
| #   | Marché                       | Station | Propriétaire               |
| --- | ---------------------------- | ------- | -------------------------- |
| 1   | New York                     | WXTV-DT | Univision Communications   |
| 2   | Los Angeles                  | KMEX-DT | Univision Communications   |
| 3   | Chicago                      | WCIU-TV | Weigel Broadcasting        |
| 4   | Philadelphie                 | WUVP-DT | Univision Communications   |
| 5   | Dallas                       | KUVN-DT | Univision Communications   |
| 6   | San Francisco                | KFSF-DT | Univision Communications   |
| 7   | Boston                       | WUTF-DT | Univision Communications   |
| 8   | Washington, D.C.             | WUSA-TV | Tegna                      |
| 9   | Atlanta                      | WATL    | Tegna                      |
| 10  | Houston                      | KHOU    | Tegna                      |
| 11  | Tampa                        | WFTT-DT | Univision Communications   |
| 12  | Phoenix (Arizona)            | KTVW-DT | Univision Communications   |
| 13  | Détroit                      | WXYZ-TV | E. W. Scripps Company      |
| 14  | Seattle                      | (aucun) |                            |
| 15  | Minneapolis                  | KMBD-LD | DTV America Corporation    |
| 16  | Miami                        | WAMI-DT | Univision Communications   |
| 17  | Denver                       | KTFD-DT | Univision Communications   |
| 18  | Cleveland                    | WUAB    | Raycom Media               |
| 19  | Orlando (Floride)            | WOTF-DT | Univision Communications   |
| 20  | Sacramento                   | KUVS-DT | Univision Communications   |
| 22  | Charlotte (Caroline du Nord) | WBTV    | Raycom Media               |
| 26  | Baltimore                    | WMAR-TV | E. W. Scripps Company      |
| 27  | Indianapolis                 | WNDY-TV | Nexstar Broadcasting Group |
| 45  | Birmingham (Alabama)         | WBRC    | Raycom Media               |
| 51  | La Nouvelle-Orléans          | WVUE-DT | Louisiana Media Company    |
| 78  | Columbia (Caroline du Sud)   | WIS     | Raycom Media               |
| 98  | Burlington-Plattsburgh       | WFFF-TV | Nexstar Broadcasting Group |
| 144 | Lubbock (Texas)              | KAMC    | Mission Broadcasting       |